# Mort Mills
Mort Mills est un acteur américain né le 11 janvier 1919 à New York et mort le 6 juin 1993 à Ventura, en Californie. 

## Biographie

### Carrière
Il a joué de nombreux rôles au cinéma et la télévision. Il a notamment participé à beaucoup de westerns.

## Filmographie

### Cinéma
- 1952 : L'Affaire de Trinidad (Affair in Trinidad)
- 1953 : Texas Bad Man (it)
- 1953 : La Jolie Batelière (The Farmer Takes a Wife) de Henry Levin
- 1954 : Le destin est au tournant (Drive a Crooked Road)
- 1954 : Cry Vengeance (en)
- 1955 : Dial Red O
- 1955 : The Marauders (en)
- 1955 : Desert Sands
- 1955 : Crashing Las Vegas
- 1956 : Davy Crockett et les Pirates de la rivière (Davy Crockett and the River Pirates)
- 1957 : The Shadow on the Window (en)
- 1957 : Le Shérif de fer (The Iron Sheriff)
- 1957 : Le Salaire du diable (Man in the Shadow) de Jack Arnold
- 1958 : La Soif du mal (Touch of Evil)
- 1958 : Ride a Crooked Trail
- 1960 : Psychose (dans le rôle du policier en patrouille)
- 1963 : Duel au Colorado (Gunfight at Comanche Creek)
- 1964 : Feu sans sommation (The Quick Gun) de Sidney Salkow
- 1964 : La Patrouille de la violence
- 1965 : Les Trois Stooges contre les hors-la-loi (The Outlaws Is Coming)
- 1965 : Les Yeux bandés (Blindfold)
- 1966 : Le Rideau déchiré (Torn Curtain)
- 1967 : Le Justicier de l'Arizona (Return of the Gunfighter)
- 1968 : Le Jeu de la mort (The Name of the Game Is Kill!) de Gunnar Hellström
- 1969 : Strategy of Terror
- 1970 : Le Soldat bleu

### Télévision
- 1953 : Les Aventures de Kit Carson
- 1956 : Crusader
- 1957 : La Flèche brisée
- 1958 : Zorro
- 1958 : Au nom de la loi
  - 1958 : Clark Daimler, La Contreprime (saison 1, épisode 3)
  - 1958 : Huit cents de récompenses (saison 1, épisode 16)
  - 1959 : Le Train (saison 1, épisode 28)
  - 1959 : La Guérisseuse (saison 2, épisode 2)
  - 1960 : La Plus belle fille du monde (saison 2, épisode 20)
- 1957-1960: The Life and Legend of Wyatt Earp
- 1956-1961: Cheyenne
- 1958-1961: Maverick
- 1958-1962: L'Homme à la carabine
- 1959-1962: Les Incorruptibles
- 1960-1962: Laramie
- 1960-1965: Perry Mason
- 1965 : Les Aventuriers du Far West
- 1965 : Les Mystères de l'Ouest
- 1958-1965: La Grande Caravane
- 1963-1965: Le Fugitif
- 1963-1965: Le Virginien
- 1965 : Mon Martien favori
- 1965 : A Man Called Shenandoah
- 1965 : Ma sorcière bien-aimée
- 1965-1966: La Grande Vallée
- 1966 : Le Frelon vert
- 1966 : Laredo
- 1966 : Le Cheval de fer
- 1967 : Les Envahisseurs
- 1967 : Mission impossible: William Conway, Saison 2 Épisode 9 (Le sceau)
- 1967 : Brigade criminelle
- 1959-1967: Bonanza
- 1956-1967: Gunsmoke
- 1968 : Daniel Boone
- 1969 : Les Bannis
- 1969 : The Guns of Will Sonnett
- 1969 : Les Règles du jeu
- 1969 : My Friend Tony
- 1969 : L'Homme de fer
- 1969 : Au pays des géants
- 1970 : Mannix
- 1970 : Ranch L
- 1970 : Cavale pour un magot
- 1972 : La Nouvelle Équipe
- 1972 : Mission impossible
- 1972 : Opération danger
- 1973 : Les Rues de San Francisco